# 백수정 (가수)
백수정(1984년 5월 1일 ~ )은 대한민국의 여자 트로트 가수, 배우다.

## 개요
TV조선  내일은 미스트롯, 내일은 미스트롯2에 참가하였다.  유튜브 채널 '100 MADAME'을 개설하고 다양한 컨셉으로 멜로디언을 연주하는 영상 등을 올리고 있다.

## 활동
- KNN 라디오 <강영운의 딱 좋은 라디오>에 고정으로 출연하면서 MC와 멜로디언 연주로 강영운과 함께 진행을 맡고 있다.

## 경력
- 2010년 철마 한우 홍보대사
- 2010년 한국대학발명협회 2011년도 홍보대사
- 2011년 사랑실천 천사운동 부산본부 홍보대사
- 2012년 KT 부산본부 에너지 절약 홍보대사
- 2013년 부산광역시 서구 홍보대사
- 2015년 대한민국 청소년 영화제 홍보대사
- 2018년  제주도왕드라마 ost 제주도사랑 발표
- 2019년 (사) 1004부산본부 홍보대사
- 2020년 김유선 첫눈 작사.작곡
- 2020년 우신영 그냥 좋아요 작곡
- 2020년 7월 23일 백수정 디너쇼(헤리움컨벤션홀) 2022년 성민지 “찌리리”“취향저격”(작사 작곡)  2022년 플리 “벛꽃이 피는 이 밤” “낙엽터널”(작사 작곡)  2023년 지훈 “사나이 순정” (작사)

## 연기 활동

### 드라마
- 2018년 《제주도왕》 ... 백부장 역

### 영화
- 2013년 《천국으로 가는 이삿짐》

### 뮤직비디오
- 2016년 나광진 - 섬진강

## TV 방송
- KBS 《전국노래자랑》 - 경북 칠곡군 편 초대가수 출연
- KBS 《전국노래자랑》 - 대구 중구 편 초대가수 출연
- KBS 《전국노래자랑》 - 전북 고창군 편 초대가수 출연
- KBS 《전국노래자랑》 - 경북 경주시 편 초대가수 출연
- KBS 《전국노래자랑》 - 대구 달서 편 초대가수 출연
- KBS 《노래가좋아》 - 초대가수 출연
- 부산KBS 《황금바다》 - 꽃보다바다진행자
- KBS-R 《임백천의7080》 - 초대가수 출연
- ubc 《전국 톱 10 가요 쇼》 초대가수 출연
- 부산KBS 《부네스코위원회》 - 출연
- 부산KBS 《2013부산국제영화제》 - 리포터
- 부산KBS 《미라클하우스》 - 진행자
- 부산KBS 《즐거운저녁길주말》 - 진행자
- 부산KBS 《즐거운저녁길》 - 백수정의 별난 노래 별난 가사 진행
- KNN 《쑈! TV유랑극단》 유랑뉴스 코너 고정출연
- JTV 《전국 톱 10 가요 쇼》 초대가수 출연
- 부산KBS 《전국을 달린다》 - 리포터
- 부산MBC 《숨트덕》 - 출연
- KNN-R 《강영운의 딱좋은라디오》 - 수요일 고정출연
- 2019년 TV조선 《내일은 미스트롯》출연
- 2020년 TV조선 《내일은 미스트롯2》출연
- 부산KBS 《6시 내고향》 - 리포터

## 데뷔
- 2007년 1집 앨범 "깍쟁이"

## 음반
- 2007년 깍쟁이
- 2011년 바로 내 남자
- 2018년 바로 내 남자 / 제주도 사랑
- 2020년 남자의 일생/ 아무일없었듯이

## 수상
- 한일청소년가요제 은상 수상
- 영산대학가요제 금상 수상
- 2011년 한국문화예술신문사 가요대상
- 2013년 제35회 에너지절약 작품대상공모전 UCC부문 절전상 수상
- 2014년 제1회 부산광역시 청소년지도자대상 가요대상 수상
- 2014년 사단법인 가요작가협회 인기가수상
- 2015년 제21회 대한민국 연예예술상 사회봉사상
- 2016년 제22회 대한민국 연예예술상 신인가수상
- 2019년 부산젊은 예술가상 (사)부산예술문화단체총연합회 부산광역시연합회

## 행사
- 2013 청원군민 한마음축제 가요제 초대가수

## 기타
- 키 167cm